# Distenia sparsepunctata
Distenia sparsepunctata là một loài bọ cánh cứng trong họ Cerambycidae.